# Pape Boubacar Gadiaga
Boubacar Gadiaga est un footballeur puis entraîneur sénégalais, né le 2 octobre 1970 à Dakar.
Il est l'entraîneur du Diambars FC en Ligue 1 sénégalaise et sélectionneur adjoint de la sélection sénégalaise.

## Biographie

### Carrière de joueur
Ce n’est qu’après quelques années de Basket en tant que meneur des juniors de Bopp (équipe de basketball de Dakar), qu'il rejoint le club de football de Jeanne d’Arc de Dakar.
Il intègre l’Olympique de Marseille en 1985 pour parfaire sa formation mais c’est au Stade de Reims  qu’il signe son premier contrat professionnel en 1989.
Ensuite, Boubacar Gadiaga joue successivement pour l’AS Marsouins de Saint-Leu (Île de La Réunion), l’Al-Shabab Riyad (1995-1996) puis au Jura Sud Foot.

### Carrière d'entraineur
Après sa carrière, Boubacar se reconvertit en tant qu'entraîneur, tout d’abord à Chambery avant de revenir au Sénégal en 2004, séduit par le projet du Diambars et les discours des fondateurs (Saer Seck, Bernard Lama, Jimmy Adjovi Boco et Patrick Vieira).
Ainsi depuis 2004, il entraine l’équipe professionnelle du Diambars FC en première division sénégalaise, avec une philosophie de beau jeu tourné vers l’avant. Boubacar Gadiaga a avant tout un profil de formateur avec de nombreux joueurs qui jouent désormais en Europe : Idrissa Gana Gueye (LOSC), Joseph Lopy (FC Sochaux-Montbéliard), Pape Souaré (LOSC) et Kara Mbodj (RC Genk).
Après une saison en deuxième division en 2011, le Diambars FC réaccède à l'élite sous les ordres de « Coach Bouba ».
Pour la saison 2011-12, Diambars termine champion du groupe A de première division ce qui lui permet de disputer les phases finales qu’elle perd face à Casa Sport.
Depuis janvier 2013, Pape Boubacar Gadiaga est le sélectionneur adjoint de l’équipe nationale sénégalaise.
En août 2024, Pape Boubacar Gadiaga s'engage avec Génération Foot du président Mady Touré en tant que directeur sportif pour un contrat de trois ans.